# داولیاتوفکا
داولیاتوفکا (به لاتین: Davlyatovka) یک منطقهٔ مسکونی در روسیه است که در باشقیرستان واقع شده‌است.